# 鯖武盆地

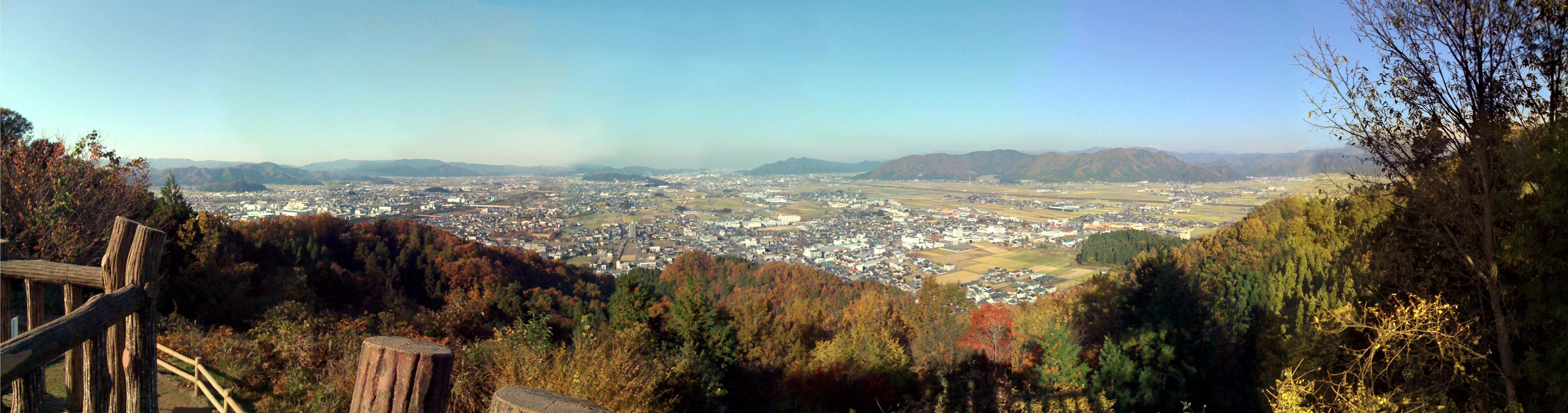
越前市中央部の村国山から望む鯖武盆地

鯖武盆地（さばたけぼんち）または武鯖盆地（たけさばぼんち）は、福井県の嶺北地方中央部、越前市（旧武生市）から鯖江市にかけて位置する盆地である。武生盆地（たけふぼんち）、鯖江盆地（さばえぼんち）と2つに分けることも多いが、双方を区切ることなく一括りに武生盆地と呼ばれることが多い。

## 武生盆地
武生から今立にかけて位置する盆地。盆地中央を流れる日野川や豊富な地下水によって、古より稲作が盛んな地域である。日野川、足羽川そして九頭竜川の氾濫によって開発が難しかった福井平野に比べ、早くから人が住み街が発展しており、越前国の国府も置かれていた。
日野川によって南条山地より流れだした土が溜まって出来ており、南部は扇状地、北部は低湿地を成している。

## 鯖江盆地
武生盆地の北側、鯖江市周辺に位置する。粘土質の低湿地で排水は悪く、武生盆地北部と同様に古より稲作が盛んである。
武生盆地と鯖江盆地の境界線は曖昧であり、両者を合わせて鯖武盆地または武鯖盆地、もしくは鯖江盆地を区別せず武生盆地だけとすることも少なくない。